# Жернова Юлія
Ю́лія Жерно́ва (15 лютого 1985) — українська класична і пляжна волейболістка; майстер спорту України.

## З життєпису
Майстер спорту, багаторазова чемпіонка України по волейболу, від 2003 року була в складі команди вищої та суперліги «Рось».
2009 року була в складі азербайджанської команди — вона та Кисіль Ольга, Підгурська Оксана Петрівна, Попова Юлія.
2010 року чемпіонка і володар Кубку Ізраїля у складі команди «Кірья Ата»
2010 року була в складі клубу «Джінестра» — вона та Юлія Станіславівна Озтіре, Козлова Тетяна Олександрівна, Курило Оксана Юріївна, Каріна Вікторівна Медведєва, Ганна Ігорівна Ксенофонтова, Захожа Марина Вікторівна, Рихлюк Олеся Володимирівна, Надія Батрак, Анастасія Юріївна Нікітенко. Головний тренер — Соколовська Олена Рабігівна
2011 року виступала у складі команди «Бухарест» (Румунія).
2012 року виступала у складі команди «Хемік» (Полиці, Польща).